# Korsholm, Houtskär
För andra betydelser, se Korsholm (olika betydelser).
Korsholm är en ö i Finland. Den ligger i Skärgårdshavet och i kommunen Pargas i landskapet Egentliga Finland, i den sydvästra delen av landet. Ön ligger omkring 53 kilometer sydväst om Åbo och omkring 190 kilometer väster om Helsingfors.
Öns area är 13,6 hektar och dess största längd är 450 meter i nord-sydlig riktning. Ön höjer sig omkring 20 meter över havsytan.